# Håkan Törnebohm
Håkan Erik Konrad Törnebohm, född 6 december 1919 i Göteborg, död 20 mars 2016 i Göteborg, var en svensk filosof; son till Hilding Törnebohm. 
Törnebohm blev filosofie doktor vid Lunds universitet 1952 på avhandlingen A Logical Analysis of the Theory of Relativity, docent i teoretisk filosofi vid Göteborgs högskola 1952 samt var professor i filosofi vid Khartoums universitet 1957–1963 och i vetenskapsteori vid Göteborgs universitet från 1963. Han blev ledamot av Vetenskaps- och vitterhetssamhället i Göteborg 1965.